# شينوبي (فلم)
شينوبي القلب تحت النصل (بالإنجليزية: Shinobi: Heart Under Blade) هو فيلم ياباني لايف اكشن درامي رومانسي من إخراج عشرة شيموياما وتأليف كينيا هيراتا، القصة مقتبسة من رواية فوتارو يامادا التي تحمل اسم مخطوطات النينجا كوجا.
في العالم العربي تمت دبلجة الفيلم بواسطة مركز الزهرة بي اسم Shinobi، وتم عرضه حصريا على قناة سبيس باور عام 2008.

## القصة
تتحدث قصة الفيلم عن صراع بين عشيريتين نينجا ايغا وكوغا والحب بين وريثا القبيلتين جينوسوكوي و اوبورا والتي تنتهي قصة حبهما بالزواج وتصالح القبيلتين، لكن انذاك حاكم البلاد رفض هذا وأحس بالخطر لي اتحاد القبيليتين لأن لديهم قدرات خارقة، فقرر ان يدخل القبيلتين في صراع للبقاء وبدأ بعدها الصراع والحرب بين القبيلتين الذي سيؤدي لنهاية كلا من القبيلتين.

## وصلات خارجية
- مقالات تستعمل روابط فنية بلا صلة مع ويكي بيانات
- شينوبي  في قاعدة بيانات الأفلام على الإنترنت (بالإنجليزية)
- Shinobi على موقع أول موفي.
- Shinobi (Shinobi: Heart Under Blade) في روتن توميتوز.